# Писковичі
Писковичі (рос. Писковичи) — присілок в Псковському районі Псковської області Російської Федерації.
Населення становить 2572 особи. Входить до складу муніципального утворення Писковицька волость.

## Історія
Від 2015 року входить до складу муніципального утворення Писковицька волость.

## Населення
| 2001 | 2002  | 2010  | 2012  | 2017  | 2021  |
| ---- | ----- | ----- | ----- | ----- | ----- |
| 3030 | ↘2830 | ↘2631 | ↘2584 | ↗2778 | ↘2572 |